# 赤羽新太郎
赤羽 新太郎（あかはね しんたろう、1949年11月23日 - 2015年9月24日）は、日本の経営学者。

## 略歴
埼玉県生まれ。1972年日本大学経済学部卒。1972年日本大学大学院経済学研究科修士課程入学。1974年日本大学大学院経済学研究科修士課程修了。1974年日経マグロウヒル入社。1975～1976年カリフォルニア州立大学留学。1977年明治大学大学院商学研究科修士課程入学。1979年明治大学商学研究科修士課程修了。1980年明治大学大学院商学研究科博士課程入学。1981年学校法人目白学園高等学校入職。1983年明治大学大学院商学研究科博士課程単位取得退学。1985年専修大学商学部講師となり、1987年商学部助教授、1994年商学部教授。2005年「国際企業経営者論研究 管理組織論を中心として」で明治大学経営学博士。在職中に死去した（65歳）。専門は経営学、国際経営論。

## 著書
- 『国際経営管理論序説』文眞堂 1993
  - 『国際経営管理論序説』（新版）文眞堂 1997
- 『国際企業経営者論』文眞堂 2005

### 共編著
- 『日本企業のアジア進出』共著 税務経理協会 1998
- 『経営の新潮流 コーポレートガバナンスと企業倫理』編著 白桃書房 専修大学商学研究所叢書 2007
- 『CSRグランド戦略』黒川保美共編著 E.M.エプスタイン [ほか]著 白桃書房 2009
- 『グローバリゼーションと経営学 21世紀におけるBRICsの台頭』夏目啓二,日高克平共編著 ミネルヴァ書房 現代社会を読む経営学 2009

### 翻訳
- E.アペルバーム, R.バート『ベスト・プラクティス競争戦略 グローバル化とITをめぐる作業システムの変革』田中和雄共訳 八千代出版 2004

## 論文
- <赤羽新太郎